# Sevry
Sevry est un village de la commune de Beauraing, situé à quelques kilomètres au sud de ce dernier, auquel il est administrativement rattaché (province de Namur en Région wallonne). Situé le long de la route consulaire menant de Trèves à Cologne, Sevry a été occupé dès l'antiquité, comme en témoigne notamment le cimetière à incinération découvert à Chapuron, non loin de Sevry, où subsistent les traces du bûcher servant à brûler les morts.

## Patrimoine
- La Tour de Sevry est un donjon du XVe siècle. Il est classé au patrimoine immobilier de Wallonie.

- Le Bois de Sevry, au sud du hameau va jusqu'à la Houille et la frontière française.

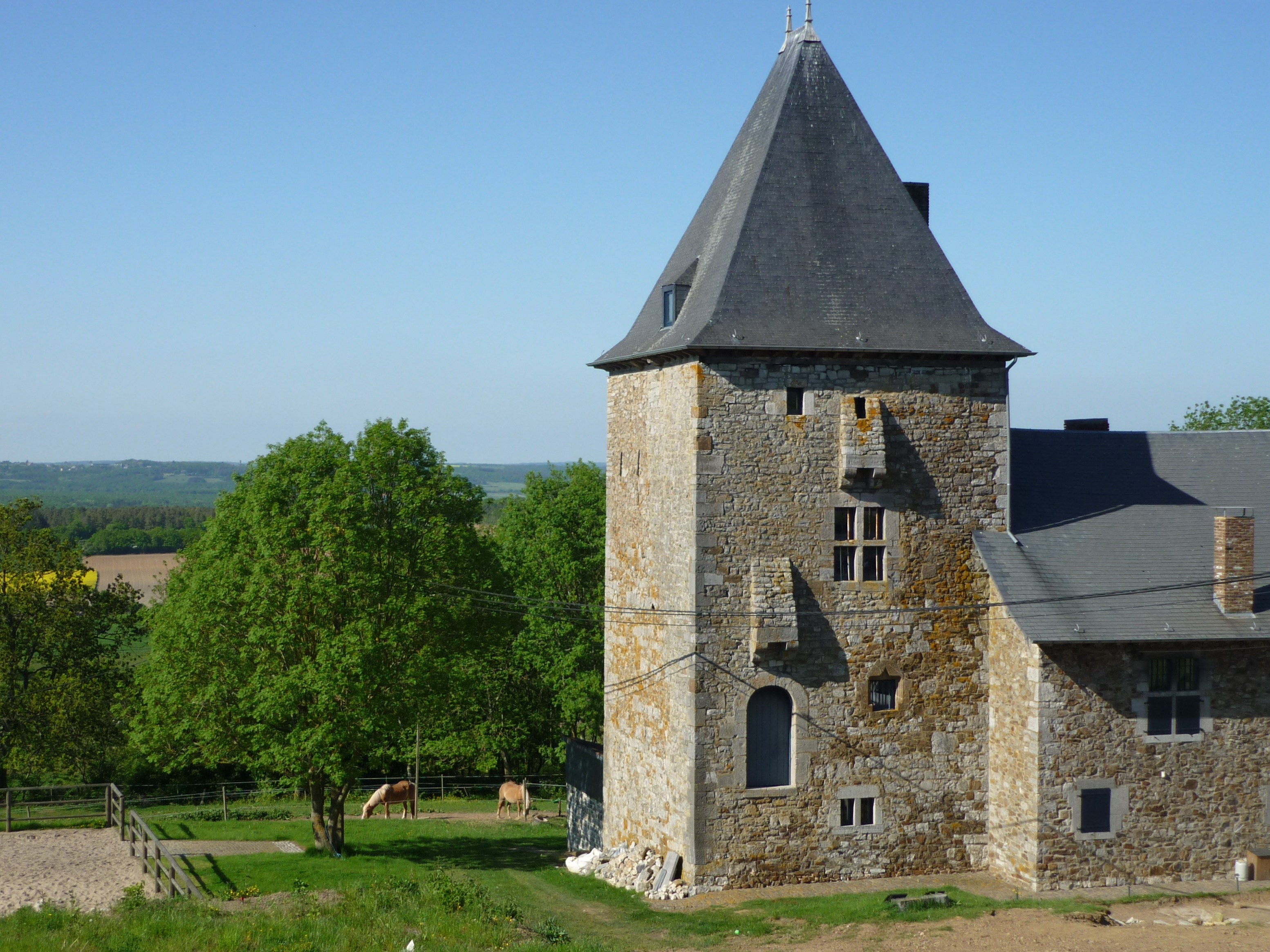
Le donjon de Sevry